# Ökodesign-Richtlinie
Die Ökodesign-Richtlinie 2009/125/EG ist eine europarechtliche Richtlinie, die Anforderungen an die umweltgerechte Gestaltung „energieverbrauchsrelevanter Produkte“ (englisch energy-related products, ErP) im gemeinsamen Binnenmarkt der Europäischen Union festlegt. Sie ersetzte bei ihrem Inkrafttreten die Richtlinie 2005/32/EG vom 6. Juli 2005, die auf Englisch auch energy-using products (EuP) directive genannt wurde.
Die Ökodesign-Richtlinie 2009/125/EG wurde mit Wirkung zum 18. Juli 2024 aufgehoben und ersetzt durch die Verordnung (EU) 2024/1781 „zur Schaffung eines Rahmens für die Festlegung von Ökodesign-Anforderungen für nachhaltige Produkte“ (Ecodesign for Sustainable Products Regulation, ESPR).

## Geschichte
Die Richtlinie 2005/32/EG, die eine verbesserte Energieeffizienz und allgemeine Umweltverträglichkeit von Elektrogeräten zum Ziel hat, wurde am 6. Juli 2005 erlassen und musste bis zum 11. August 2007 von den Regierungen der EU in nationales Recht umgesetzt werden. Das geschah in Österreich mit der Ökodesign-Verordnung 2007, in Deutschland mit dem Energiebetriebene-Produkte-Gesetz. Die Geltung der Richtlinie 2005/32/EG endete am 19. November 2009.
Am 20. November 2009 wurde die Nachfolge-Richtlinie 2009/125/EG in Kraft gesetzt, welche bis zum 20. November 2010 umgesetzt werden musste. In Deutschland geschah die Umsetzung erst zum 25. November 2011. Die wichtigste Änderung der neuen gegenüber der ursprünglichen Richtlinie besteht darin, dass der Geltungsbereich von energiebetriebenen auf energieverbrauchsrelevante Produkte ausgeweitet wurde. Jetzt können auch passive Produkte erfasst werden, die aber einen Einfluss auf die Energieeffizienz haben können, zum Beispiel Dämmstoffe.
2019 konkretisierten sich Pläne für Regelungen zur Ökodesign-Richtlinie, die dafür sorgen sollen, dass Geräte in Zukunft leichter zu reparieren sind und dadurch länger genutzt werden können und die bei Einhaltung der Zeitpläne ab September 2021 in Kraft traten. Am 1. Oktober 2019 hatte die Kommission zehn Durchführungsverordnungen zur Ökodesign-Richtlinie 2009/125/EG beschlossen. Acht dieser Verordnungen sind Überarbeitungen bestehender Durchführungsverordnungen, zwei beziehen sich auf Produktgruppen (Kühlgeräte mit Direktverkaufsfunktion und Schweißgeräte), die erstmals in entsprechende Verordnungen aufgenommen wurden. Anschließend haben das Europäische Parlament und der Rat bis zu vier Monate Zeit, um die Entwürfe zu prüfen. Unberührt von den neuen Verordnungen blieben bisher Handys, Tablets und Computer. Für März 2023 wurde eine Verschärfung bezüglich Displays für dann in Verkehr gebrachte Geräte geschaffen.

## Ziel
Die Richtlinie setzt die Integrierte Produktpolitik in der Europäischen Union (IPP) um. Sie umfasst daher den gesamten Lebenszyklus eines Produkts von der Herstellung bis zur Entsorgung.
Als „energieverbrauchsrelevantes Produkt“ werden Gegenstände definiert, deren „Nutzung den Verbrauch von Energie in irgendeiner Weise beeinflusst“, „einschließlich Teilen, die zum Einbau in ein unter diese Richtlinie fallendes energieverbrauchsrelevantes Produkt bestimmt sind.“
Betroffene Gegenstände sind mit Ausnahme von Verkehrsmitteln zur Personen- oder Güterbeförderung nahezu alle energieverbrauchsrelevanten Produkte, darunter Kühlschränke, Klimaanlagen, Staubsauger, Fernseher, Straßenbeleuchtungen und PCs.
Zielsetzung der Richtlinie ist, Energie und andere Ressourcen bei Herstellung, Betrieb und Entsorgung von energieverbrauchsrelevanten Produkten einzusparen. Des Weiteren sollen durch Angleichung der Rechtsvorschriften gemeinschaftliche Ökodesign-Anforderungen geschaffen und technische Handelshemmnisse verringert werden.

## Umsetzung in nationales Recht
Die Ökodesign-Richtlinie ist eine EG-Richtlinie auf Basis des Artikels 95 des EG-Vertrags. Damit ist eine einheitliche Umsetzung in nationales Recht bindend.
Die Umsetzung der ursprünglichen Richtlinie 2005/32/EG in nationales Recht hatte bis zum 11. August 2007 zu erfolgen. Während die Umsetzung in Österreich gerade noch zeitgerecht geschah, wurde die Richtlinie in Deutschland erst mit erheblicher Verspätung umgesetzt. Die Nachfolgerichtlinie 2009/125/EG musste bis zum 20. November 2010 umgesetzt werden.

### Österreich
In Österreich erfolgte die Umsetzung mit der Ökodesign-Verordnung 2007, die am 10. August 2007 in Kraft trat.

### Deutschland
Am 8. August 2007 wurde die Richtlinie in Deutschland mit dem Energiebetriebene-Produkte-Gesetz (EBPG) in nationales Recht umgesetzt.
Nach Angaben des deutschen Bundesministeriums für Wirtschaft und Technologie (BMWi) soll besonders der Standby-Verbrauch von Geräten gesenkt werden.
Der deutsche Gesetzentwurf wurde von den Wirtschaftsverbänden in diversen Punkten kritisiert; insbesondere stießen Durchsetzbarkeit gegen ausländische Lieferanten und das nicht wertmäßig beschränkte Recht auf Entnahme von Proben und Mustern durch die ausführende Behörde auf Widerspruch. In der endgültigen Fassung des Gesetzes wurde die Entnahme von Proben und Mustern komplett gestrichen.
Am 6. März 2008 wurde das verabschiedete Gesetz unter dem Namen „Gesetz über die umweltgerechte Gestaltung energiebetriebener Produkte (Energiebetriebene-Produkte-Gesetz – EBPG)“ im Bundesgesetzblatt veröffentlicht und trat am 7. März 2008 in Kraft. Das Gesetz trägt mittlerweile den Titel „Gesetz über die umweltgerechte Gestaltung energieverbrauchsrelevanter Produkte“.

## Durchführung

### Durchführungsmaßnahmen
Bei der Ökodesign-Richtlinie handelt es sich um eine Rahmenrichtlinie, die an sich keine detaillierten Anforderungen an bestimmte Produktgruppen definiert. Da so unterschiedliche Produkte wie Heizungen und Fernseher nicht mit identischen Vorgaben belegt werden können, werden bei Bedarf produktspezifische Durchführungsmaßnahmen (sog. LOT oder Los) erlassen. Diese Durchführungsmaßnahmen definieren Vorgaben für einzelne Produktgruppen, die bereits bei der Entwicklung des Produktes berücksichtigt und dokumentiert werden müssen. Außerdem werden Effizienzwerte vorgeschrieben, die nicht unterschritten werden dürfen.
Zur Definition einer Durchführungsmaßnahme wird zunächst eine Studie über die jeweilige Produktgruppe in Auftrag gegeben. Im Rahmen einer solchen Studie wird zunächst der aktuelle Status des Marktes und des Anwenderverhaltens ermittelt. Die Produkte werden in Gruppen mit ähnlichen Eigenschaften zusammengefasst, z. B. Fernseher mit einer bestimmten Bildschirmdiagonale. Aus diesen Gruppen werden repräsentative Geräte auf Energieverbrauch und Materialeinsatz untersucht. Die gewonnenen Ergebnisse werden zur Definition des sogenannten „Base Case“ benutzt, des Durchschnittsgerätes für eine Klasse. Basierend auf den Base Cases beginnt dann die Erarbeitung von Zielen für die Verbesserung der Produkte und ggf. die Festlegung von Mindestanforderungen. Die fertige Studie dient der EU-Kommission zum Erlass einer Durchführungsmaßnahme.
In Durchführungsmaßnahmen werden produktspezifische Ökodesign-Anforderungen an eine Produktgruppe festgelegt. Dabei kann es sich sowohl um Anforderungen zur qualitativen und quantitativen Beschreibung wesentlicher Umweltaspekte handeln, als auch um quantifizierte Anforderungen zu ausgewählten Umweltaspekten (z. B. Limitierungen des Energie- und Ressourcenverbrauchs oder Schadstoffkonzentrationen im Gerät). Diese Durchführungsmaßnahmen sind als Verordnungen unmittelbar in allen EU-Mitgliedsstaaten gültig.
In der Regel verpflichtet eine Durchführungsmaßnahme den Hersteller, die Menge an Materialien und Energie zu dokumentieren, die bei der Herstellung des Produktes, während dessen typischer Lebensdauer und bei dessen Entsorgung verbraucht wird. Zudem sind Maßnahmen zu dokumentieren, wie der Verbrauch an Ressourcen minimiert wird. Sofern in einer Durchführungsmaßnahme Grenzwerte für Energieeffizienz definiert werden, ist es dem Hersteller nicht erlaubt, Produkte auf den Markt zu bringen, die diese Grenzen überschreiten. Die Dokumentation des Ressourcenverbrauchs wird als Life Cycle Assessment (LCA) oder Ökobilanzierung bezeichnet.
In einer ersten Phase hatte die EU-Kommission zunächst für 13 Produktgruppen und ein Querschnittsthema (Standbyverluste) Vorbereitungsstudien bei verschiedenen europäischen Forschungsinstituten in Auftrag gegeben. Diese dienen der EU-Kommission als Basis für den Erlass von Durchführungsmaßnahmen. Mittlerweile sind weitere Vorbereitungsstudien ausgeschrieben und vergeben worden.
Die folgende Tabelle listet die bisher veröffentlichten Produktgruppen unter Angabe der jeweiligen EU-Verordnung (wenn vorhanden) auf.
Bei der Kurzbezeichnung der Produktlose ist es wichtig, zwischen denen unter Federführung vom Generaldirektorat Energie ENER, dem Generaldirektorat für Binnenmarkt, Industrie, Unternehmertum und KMUs – GROWTH (früher ENTR) sowie dem Generaldirektorat Umwelt (ENV) zu unterscheiden, da ansonsten dieselbe Nummerierung verwendet wird.
| Los-Nummer | Produktgruppe | Status |
| ---------- | --- | --- |
| alle       | horizontale Themen, Arbeitsplan, Methoden, online label | Verordnung (EU) Nr. 518/2014                                                                                               |
| ENER 1     | Heizkessel und Kombiboiler (Gas/Öl/elektrisch) | Verordnung (EU) Nr. 813/2013, Verordnung (EU) Nr. 811/2013                                                                 |
| ENER 2     | Warmwasserbereiter (Gas/Öl/elektrisch) | Verordnung (EU) Nr. 814/2013, Verordnung (EU) Nr. 812/2013                                                                 |
| ENER 3     | PCs (Desktop/Laptop) und Computermonitore | Verordnung (EU) Nr. 617/2013                                                                                               |
| ENER 4     | Bildgebende Geräte (Drucker, Scanner, Kopierer, …) | Selbstregulierungsvorschlag                                                                                                |
| ENER 5     | Fernsehgeräte | Verordnung (EG) Nr. 642/2009, Verordnung (EU) Nr. 1062/2010                                                                |
| ENER 6     | Leerlauf- und Schein-aus-Verluste (stand-by) | Verordnung (EG) Nr. 1275/2008                                                                                              |
| ENER 7     | Ladegeräte und Netzteile | Verordnung (EG) Nr. 278/2009                                                                                               |
| ENER 8;9   | Bürobeleuchtung und Straßenbeleuchtung | Verordnung (EG) Nr. 245/2009                                                                                               |
| ENER 10    | Klima- und Lüftungstechnik im Haushalt | Verordnung (EU) Nr. 206/2012, Verordnung (EU) Nr. 626/2011                                                                 |
| ENER 11    | Elektromotoren | Verordnung (EG) Nr. 640/2009                                                                                               |
| ENER 11    | Umlaufpumpen | Verordnung (EG) Nr. 641/2009                                                                                               |
| ENER 11    | Ventilatoren | Verordnung (EU) Nr. 327/2011                                                                                               |
| ENER 11    | Wasserpumpen | Verordnung (EU) Nr. 547/2012                                                                                               |
| ENER 12    | Gewerbliche Kühltheken und -regale | Konsultationsforum |
| ENER 13    | Kühl- und Tiefkühlgeräte im Haushalt | Verordnung (EG) Nr. 643/2009, Verordnung (EU) Nr. 1060/2010                                                                |
| ENER 14    | Geschirrspüler, Waschmaschinen und Waschtrockner im Haushalt | Verordnung (EU) Nr. 1015/2010, Verordnung (EU) Nr. 1061/2010, Verordnung (EU) Nr. 1016/2010, Verordnung (EU) Nr. 1059/2010 |
| ENER 15    | Festbrennstoffkessel | Verordnung (EU) 2015/1189, Verordnung (EU) 2015/1187                                                                       |
| ENER 16    | Wäschetrockner | Verordnung (EU) Nr. 932/2012, Verordnung (EU) Nr. 392/2012                                                                 |
| ENER 17    | Staubsauger | Verordnung (EU) Nr. 666/2013, Verordnung (EU) Nr. 665/2013                                                                 |
| ENER 18    | Komplexe Set-Top-Boxen | |
| ENER 19    | Haushaltsbeleuchtung, allgemeine Beleuchtung | Verordnung (EG) Nr. 244/2009, Verordnung (EU) Nr. 1194/2012, Verordnung (EU) Nr. 874/2012                                  |
| ENER 19    | Überarbeitung: Beleuchtungstechnik | Konsultationsforum |
| ENER 20    | Einzelraumheizgeräte | Verordnung (EU) 2015/1188, Verordnung (EU) 2015/1185, Verordnung (EU) 2015/1186                                            |
| ENER 21    | Warmluftzentralheizung (ohne KWK) | Verordnung (EU) 2016/2281                                                                                                  |
| ENER 22    | Haushalts- und Gewerbeöfen für Speisen | Verordnung (EU) Nr. 66/2014, Verordnung (EU) Nr. 65/2014                                                                   |
| ENER 23    | Haushalts- und Gewerbeherde und -grills | siehe ENER 22 |
| ENER 24    | Gewerbliche Geschirrspüler, Waschmaschinen und Trockner | Konsultationsforum |
| ENER 25    | Nicht-gewerbliche Kaffeemaschinen | Aufnahme in Verordnung (EG) Nr. 1275/2008                                                                                  |
| ENER 26    | Verbrauch im vernetzten Bereitschaftsbetrieb (networked stand-by) | ändert Verordnung (EG) Nr. 1275/2008                                                                                       |
| ENER 27    | Unterbrechungsfreie Stromversorgungen (USV) | Vorstudie abgeschlossen |
| ENER 28    | Abwasserpumpen und Pumpen für Flüssigkeiten mit hohem Feststoffgehalt | Vorstudie abgeschlossen |
| ENER 29    | Pumpen für Schwimmbecken, Teiche, Brunnen und Aquarien sowie Frischwasserpumpen, die größer als in ENER 11 sind                                                             | Vorstudie abgeschlossen |
| ENER 30    | Motoren aus dem Geltungsbereich der VO 640/2009 (ENER 11) zwischen 750 kW und 1000 kW Produkte in Motorsystemen außerhalb des Anwendungsbereiches der VO 640/2009 (ENER 11) | Konsultationsforum |
| ENER 31    | Kompressoren | Konsultationsforum |
| ENER 32    | Fenster | Konsultationsforum |
| ENER 33    | smart grid Geräte und Verbrauchszähler | Vorstudie läuft |
| ENER 34    | Weinkühlschränke | Ausschreibung läuft |
| ENER 35    | Stromerzeuger | Ausschreibung läuft |
| ENER 36    | Dämmstoffe | keine Maßnahmen |
| ENER 37    | Beleuchtungssysteme | Vorstudie läuft |
| SSTB       | Einfache Set-Top-Boxen | Verordnung (EG) Nr. 107/2009                                                                                               |
| ENTR 1     | Professionelle Kühlung | Verordnung (EU) 2015/1095, Verordnung (EU) 2015/1094                                                                       |
| ENTR 2     | Leistungstransformatoren | Verordnung (EU) Nr. 548/2014                                                                                               |
| ENTR 3     | Geräte zur Bild- und Tonverarbeitung | Konsultationsforum |
| ENTR 4     | Industrie- und Laboröfen | Vorstudie abgeschlossen |
| ENTR 5     | Werkzeugmaschinen | Selbstregulierungsvorschlag                                                                                                |
| ENTR 6     | Klimatechnik, Lüftungstechnik | Verordnung (EU) Nr. 1253/2014, Verordnung (EU) Nr. 1254/2014                                                               |
| ENTR 7     | Dampfkessel | Vorstudie abgeschlossen |
| ENTR 8     | Stromkabel | Vorstudie abgeschlossen |
| ENTR 9     | Enterprise Server | Vorstudie abgeschlossen |
| ENV 1      | Wasserhähne und Duschköpfe | Vorstudie läuft |

### Anforderungen an Bauelementehersteller
Artikel 11 der Richtlinie sieht vor, dass von Bauteile- und Baugruppenherstellern in den Durchführungsmaßnahmen verlangt werden kann, dem Hersteller eines von den Durchführungsmaßnahmen erfassten Produkts relevante Angaben zur Materialzusammensetzung sowie zum Verbrauch von Energie, Materialien und/oder Ressourcen hinsichtlich der betreffenden Bauteile oder Baugruppen zu machen.

### Konformität
Die Erklärung der Konformität mit den für die jeweilige Produktart erlassenen Durchführungsmaßnahmen erfolgt als Selbstdeklaration durch die Hersteller oder den Importeur mittels der Anbringung der CE-Kennzeichnung und der Ausstellung einer Konformitätserklärung.

## Ergebnisse der einzelnen Lots

### Lot ENER 1: Raumheizgeräte und Kombiheizgeräte
Für Lot ENER 1 wurde im August 2013 eine Durchführungsmaßnahme beschlossen – die Verordnung (EU) Nr. 813/2013. Sie wird flankiert durch eine Verordnung zur Energieeffizienzkennzeichnung.
Die Vorstudie kam zu dem Schluss, dass für Heizkessel und Kombi-Kessel erhebliche Energieeinsparpotenziale, aber auch erhebliche Schadstoffminderungspotenziale bestehen. Das gilt vor allem dann, wenn nicht nur der eigentliche Wärmeerzeuger, sondern die gesamte Heizungsanlage betrachtet wird. Dieser Ansatz wurde im Rahmen der Energieeffizienzkennzeichnung aufgegriffen.

### Lots ENER 5, 6, 25 und 26: Haushalts- und Bürogeräte, Fernsehgeräte
Für ursprünglich unter Lot 6 erfasste Bürogeräte wurde 2008 eine erste Durchführungsmaßnahme veröffentlicht. CEN, CENELEC und ETSI wurden beauftragt, die notwendigen Standards für die Messung der Standbyverluste zu erarbeiten. Ab dem 7. Januar 2010 durften ausgeschaltete Geräte oder Geräte, die sich in einem passiven Standby-Modus befinden (nur Reaktivierung möglich, keine Statusanzeige außer z. B. LED für Anzeige der Bereitschaft), maximal 1 Watt verbrauchen. Im Standby mit Statusanzeige (z. B. Uhr oder Timer) waren maximal 2 Watt erlaubt.
Wake On LAN und Vorwärmphasen sind nicht erfasst worden, da keine allgemeingültigen Grenzwerte definiert werden können. Wenn mit dem Zweck und Einsatz des Gerätes vereinbar, muss jedes Gerät einen Standby- oder Abschaltmodus bieten, der durch den Anwender aktiviert werden kann. Sofern es dem Nutzungssinn des Gerätes nicht widerspricht, muss jedes Gerät mit einer Stromsparfunktion ausgerüstet werden, die es automatisch in einen Ruhe- oder Ausschaltzustand versetzt, wenn die primäre Funktion über einen gewissen Zeitraum nicht ausgeübt wird.
Die zunächst in verschiedenen Lots behandelten Netzwerkgeräte, Fernseher, Kaffeemaschinen wurden mit dem Erlass der Durchführungsverordnung (EU) Nr. 801/2013 mit anderen Haushalts- und Bürogeräten zusammengefasst und mit gemeinsamen Energieeffizienzvorgaben versehen.
Dieser Bestandteil wurde in die schweizerische Energieverordnung übernommen.

### Lot ENER 7: Batterieladegeräte und externe Stromversorgungen – Verordnung (EG) Nr. 278/2009
Die Durchführungsmaßnahme wurde am 6. April 2009 verabschiedet und veröffentlicht.
Bei den externen Stromversorgungen wurde in der Vorbereitungsstudie festgestellt, dass es bereits einen deutlichen Trend zu höherer Energieeffizienz gibt. Die Mehrzahl der Geräte wird mittlerweile nicht mehr mit klassischen Trafos, sondern mit Schaltreglertechnik gefertigt. Ein Grund dafür sind die gestiegenen Rohstoffpreise und die sinkenden Preise für Leistungshalbleiter, die einen Trafo teurer machen als die technisch aufwändigere Schaltreglertechnik, die außerdem deutlich bessere Wirkungsgrade erzielt und geringeres Volumen und Gewicht aufweist.
Für weitere Verbesserungen wurde vorgeschlagen, Maximalwerte für den Stromverbrauch im lastfreien Betrieb (Stromversorgung mit dem Netz verbunden, aber kein Gerät angeschlossen) zu definieren. Außerdem wurde die Vereinheitlichung der Ausgangsstecker von externen Stromversorgungen empfohlen, da die Lebensdauer der Stromversorgung üblicherweise die der damit betriebenen Geräte übersteigt.
Die definierten Mindestanforderungen an den Stromverbrauch im Leerlaufbetrieb liegen je nach Art bei 0,5 Watt oder 0,3 Watt. Abhängig von der Leistung der Stromversorgung wird zudem eine minimale durchschnittliche Effizienz vorgegeben.
Von der Maßnahme nicht betroffen sind Stromversorgungen für Niedervolt-Halogenbeleuchtung, Netzspannungskonverter, Unterbrechungsfreie Stromversorgungen, externe Stromversorgungsgeräte für medizinische Geräte und Stromversorgungen mit einer Nennleistung von über 250 Watt. Ladegeräte für externe Akkus und für Akkus von elektrischen Werkzeugen wurden ebenfalls aus der Durchführungsmaßnahme herausgenommen, da ihr Anteil am Energieverbrauch im Betrieb von Ladegeräten und externen Stromversorgungen unter 5 % beträgt. Diese Geräte sollen erst in einer zukünftigen Überarbeitung der Durchführungsmaßnahme berücksichtigt werden.

### Lot ENTR 2: Leistungstransformatoren
Mit Verordnung (EU) Nr. 548/2014 wurden Anforderungen für ökologische Designs von Leistungstransformatoren definiert und diese mit einer Änderung durch Verordnung (EU) 2019/1783 weiter differenziert. Mit der Verordnung traten Anforderungen an Leistungstransformatoren in Kraft, die in Abhängigkeit von deren Bauart und Nennleistung entweder maximal zulässige Kurzschluss- und Leerlaufverluste vorschreiben oder wenn bestimmte Kriterien erfüllt sind, Mindestanforderungen an die Energieeffizienz geben. Außerdem wurden Anforderungen an Produktinformationen und zu Leistungstransformatoren zugehörige technische Unterlagen definiert.

### Settopboxen mit einfachen Funktionen (SSTB)
Dieses Lot hat keine offizielle Nummer. Die Verordnung (EG) Nr. 107/2009 der Kommission wurde am 4. Februar 2009 verabschiedet und veröffentlicht. Die Anforderungen an Hersteller und Importeure werden in zwei Stufen wirksam.
Es werden Mindestanforderungen an Standby- und Aktiv-Stromverbrauch definiert. Diese müssen ab dem 25. Februar 2010 eingehalten werden. In dieser ersten Phase werden nur Settopboxen ohne Aufzeichnungsfunktion und zweiten Tuner berücksichtigt. Dabei darf im Standby nicht mehr als 1 W verbraucht werden,- wenn im Standby ein Display aktiv ist, nicht mehr als 2 W. Im aktiven Betrieb dürfen maximal 5 W verbraucht werden,- bei Dekodierung von HD-Signalen 3 W mehr.
Außerdem müssen alle betroffenen Geräte einen Standby-Modus anbieten sowie eine automatische Abschaltfunktion, die nach nicht mehr als drei Stunden Betrieb ohne eine Anwenderinteraktion (z. B. Kanalwechsel) das Gerät nach einer 2-Minuten-Warnung in den Standby-Modus versetzt.
Ab dem 25. Februar 2012 wurden die Werte für den Standby auf 0,5 W bzw. 1 W halbiert. Eine Aufzeichnungsfunktion darf dann maximal 6 W zusätzlich verbrauchen,- ein zweiter Tuner 1 W. Der erlaubte Mehrverbrauch für HD-Signale wird auf 1 W reduziert.
Weiterhin wurden die Hersteller verpflichtet, die Verbraucher über Standby- und Betriebsverbrauch zu informieren.

## Kritik
2011 wurde kritisiert, dass die Entscheidungen zu den entsprechenden europäischen Richtlinien weitgehend hinter verschlossenen Türen in Expertengremien aus Vertretern der EU-Kommission, der Mitgliedsstaaten und auch der Wirtschaft erfolgten und unzureichend demokratisch legitimiert sind. In neuerer Zeit richtet sich die Kritik vor allem auf Handys, Tablets und Computer, die weiterhin wie viele andere elektronische Kleingeräte nach Gebrauch geschreddert werden.